# ستيف واتس
ستيف واتس (بالإنجليزية: Steve Watts)‏ هو لاعب كرة قدم بريطاني في مركز الدفاع، ولد في 11 يوليو 1976 في Peckham ‏ في المملكة المتحدة. لعب مع شروزبري تاون ونادي بروملي ونادي فيشر أثليتيك ونادي ليتون أورينت ونادي لينكولن سيتي ونادي مارغيت.

## وصلات خارجية
- ستيف واتس على موقع قاعدة بيانات كرة القدم.إي يو (الإنجليزية)
- ستيف واتس على موقع Soccerbase.com (لاعب) (الإنجليزية)